# Przekaz pocztowy
Przekaz pocztowy – polecenie doręczenia adresatowi określonej kwoty pieniężnej przez operatora pocztowego.
Wypłaty gotówki dokonuje listonosz lub pracownik placówki pocztowej w przypadku awizacji przekazu.
Obecnie, z powodu rozwoju bankowości i upowszechniania się rachunków bankowych, jest to usługa schyłkowa.